# إلين لويس هيرندون آرثر
إلين لويس هيرندون آرثر (بالإنجليزية: Nell Arthur)‏ (و. 1837 – 1880 م) هي سياسية من الولايات المتحدة الأمريكية . ولدت في كولبيبر .
توفيت في ألباني، نيويورك . بسبب ذات الرئة .